# Cliff Martínez
Cliff Martínez (Bronx, Nueva York; 5 de febrero de 1954) es un compositor de bandas sonoras cinematográficas y músico estadounidense, reconocido por haber sido el baterista de varias bandas famosas de los 70s y 80s, como The Dickies, The Weirdos, Lydia Lunch, la agrupación de Captain Beefheart o Red Hot Chili Peppers, de la cual formó parte entre 1984 y 1986. 
Crecido en Columbus, Ohio, el primer trabajo de Martínez fue la composición de música para el show de televisión estadounidense <<Pee Wee's Playhouse>>. Por aquel entonces, era el batería de algunos grupos de rock de forma temporal. Paulatinamente, su carrera se fue especializando en la composición de partituras para películas.
Su primera banda sonora fue para la película Sexo, mentiras y cintas de vídeo, estrenada en 1989 y dirigida por Steven Soderbergh, quien le llamó posteriormente para muchos de sus trabajos como Traffic o Solaris. Martínez también compuso la banda sonora de las películas El halcón inglés y Narc entre otras.

## Filmografía (parcial) como compositor de bandas sonoras
- Kimi (2022)
- The Neon Demon (2016)
- The Normal Heart (2014) (TV)
- The Knick (2014) (TV)
- Only God Forgives (2013)
- Spring Breakers (película) (2012)
- The Company You Keep (película) (2012)
- Contagio (2011)
- Drive (2011)
- The Lincoln Lawyer (2011)
- Espion(s) (2009)
- À l'origine (2008)
- First Snow (2006)
- Havoc (2005)
- Wicker Park (2004)
- Wonderland (2003)
- Solaris (2002)
- Narc (2002)
- Traffic (2000)
- The Limey (1999)
- Schizopolis (1996)
- Gray's Anatomy (1996)
- Underneath (1995)
- Black Magic (1992)
- King of the Hill (1993)
- Kafka (1991, Virgin Records CDVMMB 262 741)
- Pump Up the Volume (1990)
- Wicked
- Sex, Lies, and Videotape (1989)

## Discografía

### The Weirdos
- Weird World (compilación)

### Lydia Lunch
- 13:13 (1982)
- Stinkfist (EP) (1986)

### Captain Beefheart
- Ice Cream For Crow (1983)

### Red Hot Chili Peppers
- The Red Hot Chili Peppers (1984)
- Freaky Styley (1985)
- What Hits!? (1992) (recopilatorio)
- Out in L.A. (1994) (recopilatorio)
- Under the Covers: Essential Red Hot Chili Peppers (1998) (recopilatorio)

### The Dickies
- Killer Clowns From Outer Space (1988)
- The Second Coming (1989)
- Locked N' Loaded Live in London (1991)
- Idjit Savant (1994)